# پترا لوواش
پِترا لوواش (مجاری: Lovas Petra؛ زادهٔ ۱۹۸۰) یک بازیکن تنیس روی میز زن اهل مجارستان است. 
وی در مسابقات کشوری و بین‌المللی در مجموع برنده ۱ مدال طلا، ۱ مدال نقره شده‌است.